# Cmentarz żydowski w Raciborzu
Cmentarz żydowski w Raciborzu – znajduje się na obecnej ulicy Głubczyckiej i Fojcika, za mleczarnią, założony w 1814, o powierzchni 2,03 ha.

## Historia
Kirkut został założony w 1814 na wzgórzu, zwanym Wilczą Górą ze starym drzewostanem. Ziemia pod nekropolię gmina żydowska zakupiła w 1814 na Starej Wsi od Jana Hutnego. Pochówki natomiast rozpoczęły się dopiero w 1817, a wcześniej ludność żydowska chowana była na nekropoliach w pobliskich miejscowościach lub miastach skąd pochodzili, m.in. w Białej Prudnickiej, Bodzanowie oraz Mikołowie. Dwukrotnie powiększano teren cmentarza, aż osiągnął wielkość 2,03 ha.

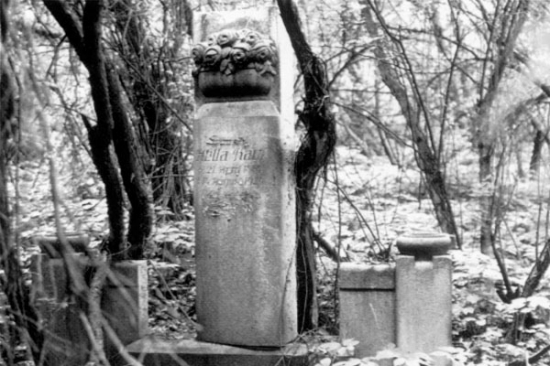
Nagrobek na kirkucie

Pochówki trwały do przełomu lat 1940 i 1941 roku.
W latach 1972–1973 podjęte zostały decyzje o likwidacji żydowskiej nekropolii, a kirkut został ostatecznie zlikwidowany w 1973. Klasyczne, neogotyckie i modernistyczne macewy zabrali okoliczni kamieniarze, którzy przerobili je na nagrobki ustawiane później na cmentarzach katolickich. Obecnie po nekropolii pozostały stary i zabytkowy drzewostan.
Dziś na miejscu nekropolii można znaleźć gdzieniegdzie fragmenty zniszczonych nagrobków i kamiennych podstaw, które są jedyną pamiątką po żydowskich mieszkańcach Raciborza.

## Nagrobki
Na cmentarzu zachowało się kilkaset nagrobków. Najstarszy nagrobek datowany był na 1821 rok, a najmłodsze na przełom 1940 i 1941. Najstarszym grobem była macewa Rosalii Wachsner. Ostatnimi osobami pochowanymi na tym cmentarzu są najprawdopodobniej Josef Bohn zmarły 7 marca 1940 roku oraz Adela Fraenkel zmarła 10 lutego 1941.
Największa liczba nagrobków pochodziła z drugiej połowy XIX wieku i początku XX wieku. Wykonywano je przeważnie z czarnego gabro, czarnego, białego i różowego marmuru, granitu oraz piaskowca, a były to zwykle macewy, ale również obeliski, głazy i kształty bardziej artystyczne, które prezentowały niezwykłe bogactwo form i stylów sztuki nagrobnej. Większość nagrobków posiadało dwujęzyczne inskrypcje w języku hebrajskim oraz niemieckim.